# فرودگاه نیروی هوایی سلطنتی ترنهیل

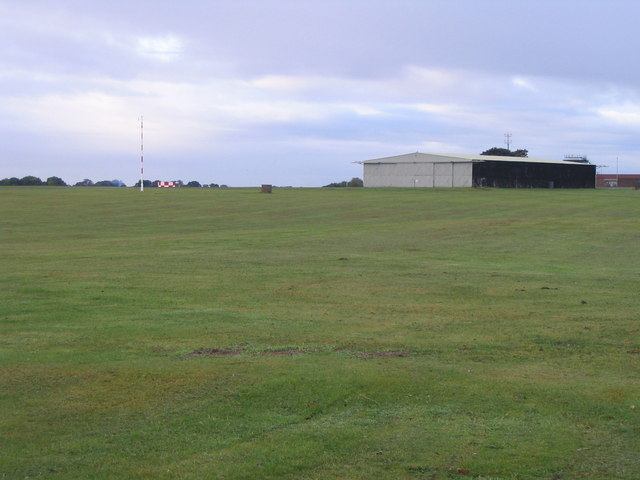
نمایی از فرودگاه سلطنتی ترنهیل

فرودگاه نیروی هوایی سلطنتی ترنهیل (به انگلیسی: RAF Ternhill) یک فرودگاه نظامی است که یک باند فرود آسفالت دارد و طول باند آن ۹۸۰ متر است. این فرودگاه در کشور انگلستان قرار دارد و در ارتفاع ۸۳ متری از سطح دریا واقع شده است.